# Musaranya d'Arizona
La musaranya d'Arizona (Sorex arizonae) és una espècie de mamífer de la família de les musaranyes que es troba a Mèxic i als Estats Units.